# Выборы в Палату представителей Ямайки (1983)
Досрочные выборы в Палату представителей Ямайки (1983) прошли 15 декабря. Выборы бойкотировала главная оппозиционная партия, Народная национальная партия, в знак протеста против отказа правящей Лейбористской партии Ямайки обновить избирательные списки. Несмотря на то, что некоторые мелкие партии участвовали в выборах, из-за бойкота со стороны ННП в большинстве округов был выставлен всего один кандидат, выборы между представителями Лейбористской партии и независимыми кандидатами происходили всего в 6 из 60 округов, и явка на выборах составила всего 2,7%. При этом следует помнить, что в округах, где альтернативные выборы состоялись, явка составляла около 55%. Лейбористская партия все равно получила все 60 мест в парламенте, а её лидер, Эдвард Сиага, остался в кресле премьер-министра.

## Выборы
Лейбористы победили на выборах 1980 года, получив 51 из 60 мест в парламенте. В это же время партия обещала обновить избирательные списки, но не смогла это сделать к выборам 1983 года. 25 ноября 1983 года Эдвард Сиага объявил досрочные выборы, на два года раньше, чем они должны были проходить. Сиага утверждал, что это было связано с тем, что лидер Народной национальной партии Майкл Мэнли призвал его уйти в отставку с поста министра финансов (который он совмещал с креслом премьер-министра). Досрочные выборы показали бы доверие народа к его политике.
В то время, как Народная национальная партия бойкотировала выборы и призывала всех остальных присоединяться, три мелкие партии и несколько независимых кандидатов участвовали в выборах. Две из них, Христианское движение совести и Ямайский фронт объединения, никогда прежде не участвовали в выборах. Третья партия, Республиканская, участвовала в выборах 1955 и 1967 годов, но никогда не получала более 108 голосов.

## Результаты
| Партия                        | Голоса | %    | Места | +/-   |
| ----------------------------- | ------ | ---- | ----- | ----- |
| Лейбористская партия Ямайки   | 23,363 | 89.7 | 60    | +7    |
| Христианское движение совести | 704    | 2.7  | 0     | Новая |
| Республиканская партия        | 257    | 1.0  | 0     | Новая |
| Ямайский фронт объединения    | 144    | 0.6  | 0     | Новая |
| Независимые                   | 1,587  | 6.1  | 0     | –     |
| Испорченные/пустые бюллетени  | 488    | –    | –     | –     |
| Итого                         | 26,543 | 100  | 60    | 0     |
| Источник: Nohlen              |        |      |       |       |

## Последствия
Лейбористская партия во главе с Сиагой 19 декабря сформировала нижнюю палату парламента, оставаясь у власти до выборов 1989 года, на которых Народная национальная партия получила 45 из 60 мест.